# Bors, Cantonul Baignes-Sainte-Radegonde

Bors este o comună în departamentul Charente, Franța. În 1 ianuarie 2022 avea o populație de 118 de locuitori.